# Andrej Rupnik
‎Andrej Rupnik, slovenski policist, pravnik, veteran vojne za Slovenijo,  strokovnjak za varnostna vprašanja * 1960.
Bil je direktor Slovenske obveščevalno-varnostne agencije.

## Odlikovanja in nagrade
Leta 1994 je prejel častni znak svobode Republike Slovenije z naslednjo utemeljitvijo: »za izjemne zasluge pri obrambi svobode in uveljavljanju suverenosti Republike Slovenije«.